# النخبة الشبوانية

قوات النخبة الشبوانية ترفع علم جمهورية اليمن الديمقراطية الشعبية.

النخبة الشبوانية هي قوات عسكرية تتبع المجلس الانتقالي الجنوبي تنشطُ في محافظة شبوة بجنوب اليمن وتُحارب بالأساس ضد تنظيم القاعدة في شبه الجزيرة العربية. تتألّف الوحدة من 6000 آلاف جندي شبواني جنوبي على الأقل وتُسيطر على غالبية المحافظة اعتبارا من مطلع تشرين الثاني/نوفمبر 2017 .
تتلقى قوات النخبة الشبوانية تدريبًا مكثفًا من القوات المسلحة الإماراتية.  وقد بدأت قوات النخبة الشبوانية عملية كبيرة ضد تنظيم القاعدة في شبه الجزيرة العربية يوم 2 أغسطس من عام 2017 بدعم من مقاتلات سلاح الجو الإماراتي ؛ ممّا ساعد على الاستيلاء على مدينة عتق خلال هذه العملية.